# 10代とともに
『10代とともに』（じゅうだいとともに）は、1966年4月10日から1974年3月31日までNHK総合テレビで放送された討論番組である。当初はモノクロ放送だったが、1971年4月13日からカラー放送となった。

## 概要
10代の青少年にとって身近な話題をテーマに選んで彼らに討論させ、そこから健全な10代を育てるために家庭や社会が何をなすべきかを考えた番組であった。1966年3月20日（日曜） 7:25 - 7:45 （日本標準時）に一度パイロット版を放送した後、同年4月10日にレギュラー放送を開始した。

## 放送時間
いずれも日本標準時。別の時間帯での再放送あり。
- 日曜 07:35 - 08:00 （1966年4月10日 - 1973年4月1日）
- 日曜 10:30 - 11:00 （1973年4月8日 - 1974年3月31日）

## 司会
- 金子辰雄（1966年4月 - 1967年8月）
- 大谷正子（1966年4月 - 1969年3月）
- 飯窪長彦（1967年9月 - 1969年3月）
- 白鳥元雄

## 主なテーマ
- 1966年度：こづかい、おしゃれ、読書、親孝行、男女共学、職業観、頭のよしあし
- 1967年度：ジャズと高校生、ぼくらのユートピア、おやじと語る、考えるということ、独立、反抗心
- 1968年度：親子の話題、生きがい、僕の中の日本、世間体、悲観・楽観、深夜放送
- 1969年度：修行、定時制、喧嘩、少年老いやすく、親のすね、他人の目、父の死、テレビと17歳
- 1970年度：魅力のある職業、ボーイフレンド・ガールフレンド、長髪族、長男、ギター、家出、先生
- 1971年度：オーバーサーティ、歌手志願、三無主義、甘え、ミニコミ、しらける、お金の値うち、長髪、ロックジェネレーション
- 1972年度：自由放任、寮生活、高校新聞、音楽同好会、看護婦志願、ひとりっ子、海外就職の夢
- 1973年度：おとなへの直言、10代のみた10代、無関心